# Vernois-lès-Belvoir
Vernois-lès-Belvoir – miejscowość i gmina we Francji, w regionie Burgundia-Franche-Comté, w departamencie Doubs.
Według danych na rok 1990 gminę zamieszkiwały 54 osoby, a gęstość zaludnienia wynosiła 12 osób/km² (wśród 1786 gmin Franche-Comté Vernois-lès-Belvoir plasuje się na 689. miejscu pod względem liczby ludności, natomiast pod względem powierzchni na miejscu 842.).